# Meizi
Meizi (kinesiska: 梅子, 梅子镇) är en köping i Kina. Den ligger i provinsen Yunnan, i den sydvästra delen av landet, omkring 230 kilometer sydväst om provinshuvudstaden Kunming.
Genomsnittlig årsnederbörd är 1 434 millimeter. Den regnigaste månaden är juli, med i genomsnitt 344 mm nederbörd, och den torraste är februari, med 13 mm nederbörd.